# Ер-Растан-Центр
Ер-Растан-Центр (араб. ناحية مركز الرستن‎‎) — нохія у Сирії, що входить до складу району Ер-Растан провінції Хомс. Адміністративний центр — м. Ер-Растан.
| Сирія | Це незавершена стаття з географії Сирії. Ви можете допомогти проєкту, виправивши або дописавши її. |